# Aerangis × chirioana
Aerangis × chirioana é um um híbrido natural de orquídeas, supostamente entre a Aerangis biloba e Aerangis kotschyana, monopodial, epífita, encontrada em Camarões.